# Elecciones presidenciales de Ecuador de 1869 (agosto)
Elección indirecta del Presidente Constitucional del Ecuador en la 8° Asamblea Constituyente de 1869 para un período de 6 años, promulgándose la Segunda Constitución del Garcianismo denominada como la Carta Negra.

## Antecedentes
Durante el período constituyente, el vicepresidente interino y encargado del poder ejecutivo Manuel de Ascázubi designó a Gabriel García Moreno como Ministro de Hacienda.
La constituyente de 1869 promulgó la octava Constitución que fue aprobada por referéndum popular, reformó los códigos Civil y de Enjuiciamiento Penal y Militar; se creó reglamentos y leyes para la destinación del erario público a la educación, dictó leyes de elecciones, caminos vecinales, cajas de ahorro y bancos hipotecarios; y eligió a los miembros de la Corte Suprema y del Tribunal de Cuentas.
Para terminar su labor, la constituyente eligió al Presidente Constitucional de la República y al General en Jefe del ejército ecuatoriano, en la persona de Gabriel García Moreno.
Gabriel García Moreno asumió el cargo de Presidente Constitucional de la República el 10 de agosto de 1869.

## Candidatos y Resultados
| Partido                             | Partido                         | Presidente                                      | Cargos Previos                           | Votos |
| ----------------------------------- | ------------------------------- | ----------------------------------------------- | ---------------------------------------- | ----- |
|                                     | Partido Conservador Ecuatoriano | Gabriel García Moreno                           | Presidente de la República (1861 - 1865) | 28    |
| José María Guerrero y Ponce de León | Partido Conservador Ecuatoriano | Vicepresidente de la Cámara de Diputados (1865) | 1                                        |       |
| Liberal                             | Liberal                         | Secundino Darquea Iturralde                     | Diputado por Guayas (1861)               | 1     |

Fuente: